# Östra Tommarps kyrka

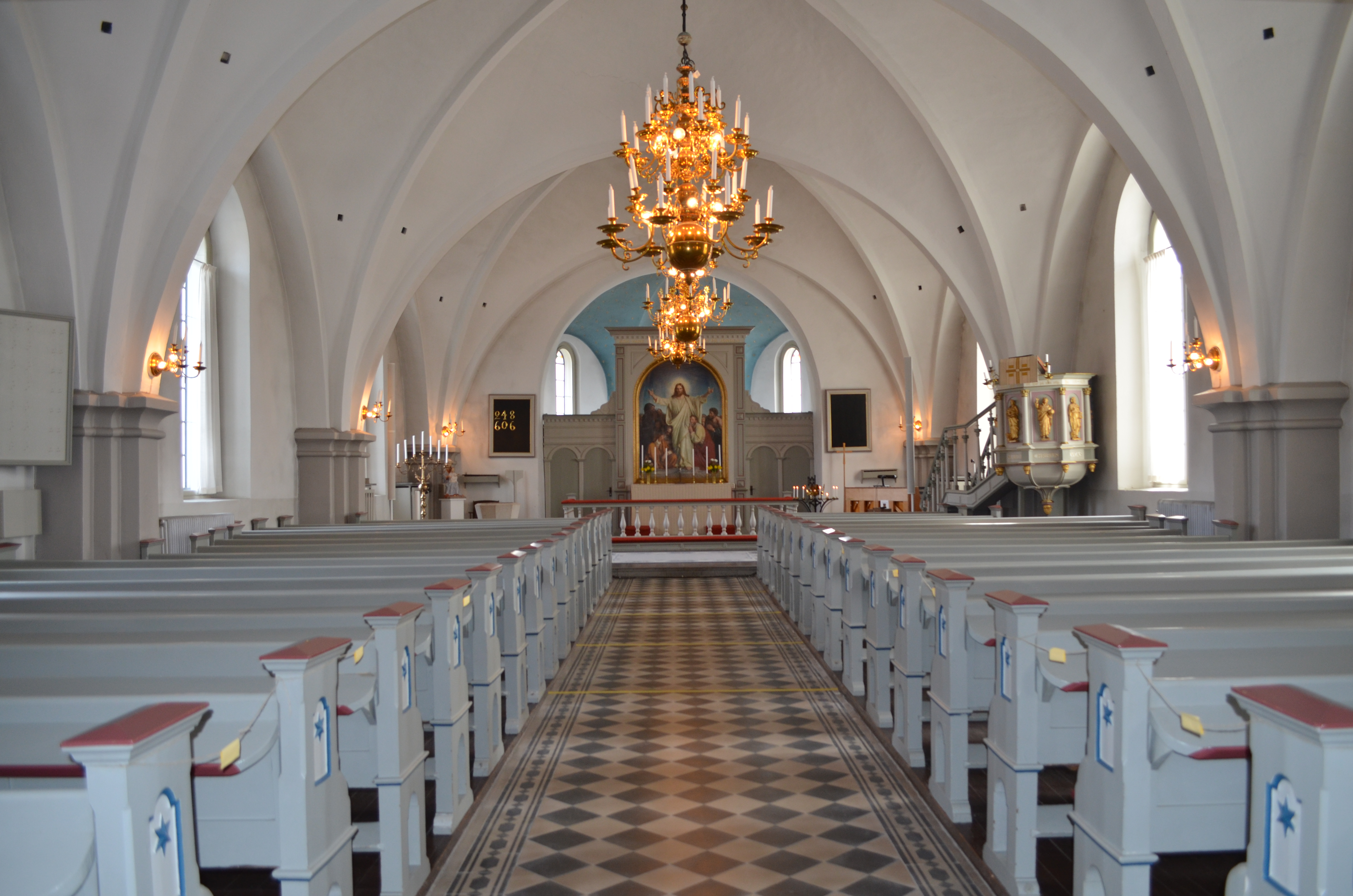
Östra Tommarps kyrkas kyrkosal

Östra Tommarps kyrka är en kyrkobyggnad i Östra Tommarp. Den tillhör Gärsnäs församling i Lunds stift.

## Kyrkobyggnaden
På samma plats där nuvarande kyrka ligger uppfördes en stenkyrka på 1100-talet. Ursprungliga kyrkan kallades Sankta Maria kyrka och var ganska liten, omkring tolv meter lång och sex meter bred. Kyrkan var under medeltiden klosterkyrka för Tommarps kloster som tillhörde premonstratensorden. Som takbeklädnad användes bly. När kyrkan revs fann man en stor mängd bly som hade runnit ner i murarna vid en eldsvåda.
Nuvarande kyrka uppfördes 1857 i nygotisk stil efter ritningar av arkitekt Anders Håkansson Haf. Man behöll då tornet, men år 1888 revs det och ersattes av nuvarande torn byggt efter ritningar av Agi Lindegren. Kyrkan består av ett långhus med halvrund sakristia i öster och kyrktorn i väster. Huvudingång finns på tornets södra sida. Kyrkorummet täcks av kryssvalv. En vägg skiljer av sakristian från koret. Väggar och valv har tidigare haft dekormålningar, men dessa har avlägsnats bortsett från sakristians "stjärnhimmel".

## Inventarier
- Dopfunten är huggen i sandsten efter ritningar av Torsten Leon Nilsson år 1958. Funten har en åttakantig form med räfflad yta.
- Altartavlan "Christus Consolator" är utförd 1886 av Almén. Tavlan är en kopia av Carl Blochs altartavla i Hörups kyrka.
- Predikstolen har fem bildfält med snidade figurer som föreställer Jesus och de fyra evangelisterna. Figurerna härstammar från en äldre predikstol tillverkad vid början av 1600-talet.

### Orgel
- 1747 byggde Gustaf Gabriel Woltersson, Glimåkra en orgel med 6 stämmor.
- 1867 byggde Sven Fogelberg, Lund en orgel med 14 stämmor.
- Den nuvarande orgeln byggdes 1934 av M J & H Lindegren, Göteborg och är en pneumatisk orgel. Orgeln har fria kombinationer, fasta kombinationer och registersvällare.

| Huvudverk I         | Svällverk II      | Pedal          | Koppel   |
| Borduna 16´         | Basetthorn 8´     | Subbas 16´     | I/P      |
| Principal 8´        | Gedacktflöjt 8´   | Gedacktbas 16´ | II/P     |
| Flûte harmonique 8' | Salicional 8'     | Violoncell 8'  | II/I     |
| Gamba 8'            | Voix celeste 8'   | Kvint 5 1/3'   | I 4'/I   |
| Oktava 4'           | Hålflöjt 4'       |                | II 16'/I |
| Kornett 3 chor      | Blockflöjt 2'     |                | II 4'/I  |
|                     | Cymbel 2 chor     |                |          |
|                     | Crescendosvällare |                |          |